# CER Cargo
Die CER Cargo Holding SE ist ein mitteleuropäisches Holdingunternehmen mehrerer Bahngesellschaften mit Sitz in Budapest.

## Geschichte
Die CER Zrt startete 2005 mit seinen Aktivitäten. In Zusammenhang mit der internationalen Expansion wurde 2012 die CER Cargo Holding SE gegründet. Im Juli 2020 wurde der ungarische Staat indirekter Eigentümer der CER-Gruppe. Die Fondsmanager des staatlichen Széchenyi-Fonds stellten dem Unternehmen 2,2 Milliarden HUF für den Kauf neuer Lokomotiven zur Verfügung. Ende 2021 haben in Budapest die ungarischen Gesellschaften von CER, Rail Cargo Group und RŽD eine Absichtserklärung zur Gründung eines Joint Ventures für den Güterverkehr zwischen China und Europa unterzeichnet.

## Struktur
Zu CER gehören die Landesgesellschaften:
- CER Hungary Zrt. (Ungarn)
- CER Slovakia A.S. (Slowakei)
- CER Cargo d.o.o. (Kroatien)
- Central European Railway srl (Rumänien)
- CER Poland Sp. z o. o. (Polen)[2]

und die Spedition Bilk-Trans Kft.
CER Cargo ist ebenfalls in Österreich und Tschechien aktiv.